# 石佛寺镇 (镇平县)
石佛寺镇是河南省南阳市镇平县下辖的一个镇，位于镇平县城西北10公里处，镇域面积148平方公里。有“玉雕之乡”的美誉。石佛寺镇先后被评为“全国特色景观旅游名镇”，“中国人居环境范例奖”，“河南省文化产业示范基地”，“全国文明集镇”，“河南省百佳小城镇建设试点镇”，“中州名镇”和“五星级城镇”。2019年被评为中国文化百强镇。

## 行政区划
石佛寺镇下辖以下地区：
贾庄社区、石佛寺村、李营村、马洼村、贺庄村、韩冲村、老毕庄村、赵湾村、仝堂村、黄楝庄村、坡根村、盘坡村、仝家岭村、党庄村、平顶山村、杨沟村、马一店村、魏湾村、贺营村、大仵营村、榆树庄村和尚营村。